# Franz Ferdinand (Album)
Franz Ferdinand ist das Debütalbum der britischen Rockband Franz Ferdinand, das im Februar 2004 erschien.

## Entstehung und Veröffentlichung
Die Erstveröffentlichung von Franz Ferdinand erfolgte am 9. Februar 2004 bei Domino Records. Das Album erschien in seiner Originalausführung als CD (Katalognummer: WIGCD136), LP (Katalognummer: WIGLP136) und Download mit elf Titeln.
Geschrieben wurden alle Lieder gemeinsam von den beiden Franz-Ferdinand-Mitgliedern Alex Kapranos und Nick McCarthy. Bei den Leidern Jacqueline und The Dark of the Matinée erhielten sie Unterstützung durch Bandkollegen Robert Hardy. Für den Großteil der Produktion zeichnete Tore Johansson verantwortlich, die beiden Titel Tell Her Tonight und This Fffire wurden von der Band selbst produziert.

## Titelliste
1. Jacqueline (3:49)
2. Tell Her Tonight (2:17)
3. Take Me Out (3:57)
4. The Dark of the Matinée (4:03)
5. Auf Achse (4:19)
6. Cheating on You (2:36)
7. This Fire (4:14)
8. Darts of Pleasure (2:59)
9. Michael (3:21)
10. Come On Home (3:46)
11. 40’ (3:24)

## Singleauskopplungen
| Jahr | Titel             | Höchstplatzierung, Gesamtwochen, AuszeichnungChartplatzierungen (Jahr, Titel, , Platzierungen, Wochen, Auszeichnungen, Anmerkungen) | Höchstplatzierung, Gesamtwochen, AuszeichnungChartplatzierungen (Jahr, Titel, , Platzierungen, Wochen, Auszeichnungen, Anmerkungen) | Höchstplatzierung, Gesamtwochen, AuszeichnungChartplatzierungen (Jahr, Titel, , Platzierungen, Wochen, Auszeichnungen, Anmerkungen) | Anmerkungen                             |
| Jahr | Titel             | DE | UK | US | Anmerkungen                             |
| ---- | ----------------- | --- | --- | --- | --------------------------------------- |
| 2003 | Darts of Pleasure | — | UK44 (3 Wo.)UK | — | Erstveröffentlichung: 8. September 2003 |
| 2004 | Take Me Out       | — | UK3 ×2Doppelplatin · (9 Wo.)UK | US66 Gold · (19 Wo.)US | Erstveröffentlichung: 12. Januar 2004   |
| 2004 | Matinée           | DE88 (1 Wo.)DE | UK8 (7 Wo.)UK | — | Erstveröffentlichung: 19. April 2004    |
| 2004 | Michael           | — | UK17 (4 Wo.)UK | — | Erstveröffentlichung: 16. August 2004   |
| 2004 | This Fire         | — | — | — | Erstveröffentlichung: 4. Oktober 2004   |

## Rezeption
Das Album wurde von der Kritik allgemein sehr positiv aufgenommen und findet sich heute in vielen Favoritenlisten. Die Zeitschrift Rolling Stone wählte Franz Ferdinand auf Platz 71 der 100 besten Alben der 2000er Jahre und auf Platz 49 der 100 besten Debütalben. Den Song Take Me Out setzte das Magazin auf Platz 327 der 500 besten Songs aller Zeiten. Pitchfork Media führt das Album auf Platz 101 der 200 besten Alben des Jahrzehnts. In der Auswahl der 500 besten Alben aller Zeiten des New Musical Express belegt es Platz 192. Das Magazin Visions setzte das Album 2005 auf Platz 25 seiner 150 Alben für die Ewigkeit. Franz Ferdinand wurde in die 1001 Albums You Must Hear Before You Die aufgenommen.

## Kommerzieller Erfolg

### Chartplatzierungen
| ChartsChartplatzierungen       | Höchstplatzierung | Wochen |
| ------------------------------ | ----------------- | ------ |
| Deutschland (GfK)              | 16 (35 Wo.)       | 35     |
| Österreich (Ö3)                | 26 (13 Wo.)       | 13     |
| Schweiz (IFPI)                 | 35 (16 Wo.)       | 16     |
| Vereinigte Staaten (Billboard) | 32 (56 Wo.)       | 56     |
| Vereinigtes Königreich (OCC)   | 3 (82 Wo.)        | 82     |

| ChartsJahrescharts (2004)      | Platzierung |
| ------------------------------ | ----------- |
| Deutschland (GfK)              | 90          |
| Vereinigte Staaten (Billboard) | 111         |
| Vereinigtes Königreich (OCC)   | 17          |

| ChartsJahrescharts (2005)    | Platzierung |
| ---------------------------- | ----------- |
| Vereinigtes Königreich (OCC) | 45          |

### Auszeichnungen für Musikverkäufe
| Land/Region                  | Auszeichnungen für Musikverkäufe (Land/Region, Auszeichnung, Verkäufe) | Verkäufe  |
| ---------------------------- | ---------------------------------------------------------------------- | --------- |
| Australien (ARIA)            | Platin                                                                 | 70.000    |
| Belgien (BRMA)               | Gold                                                                   | 25.000    |
| Deutschland (BVMI)           | Gold                                                                   | 100.000   |
| Kanada (MC)                  | 2× Platin                                                              | 200.000   |
| Neuseeland (RMNZ)            | 2× Platin                                                              | 30.000    |
| Norwegen (IFPI)              | Gold                                                                   | 20.000    |
| Vereinigte Staaten (RIAA)    | Platin                                                                 | 1.000.000 |
| Vereinigtes Königreich (BPI) | 4× Platin                                                              | 1.200.000 |
| Insgesamt                    | 3× Gold · 10× Platin ·                                                 | 2.645.000 |